# Litochrus maculatus
Litochrus maculatus is een keversoort uit de familie glanzende bloemkevers (Phalacridae). De wetenschappelijke naam van de soort werd in 1891 gepubliceerd door Thomas Blackburn.